# Vladimír Špidla

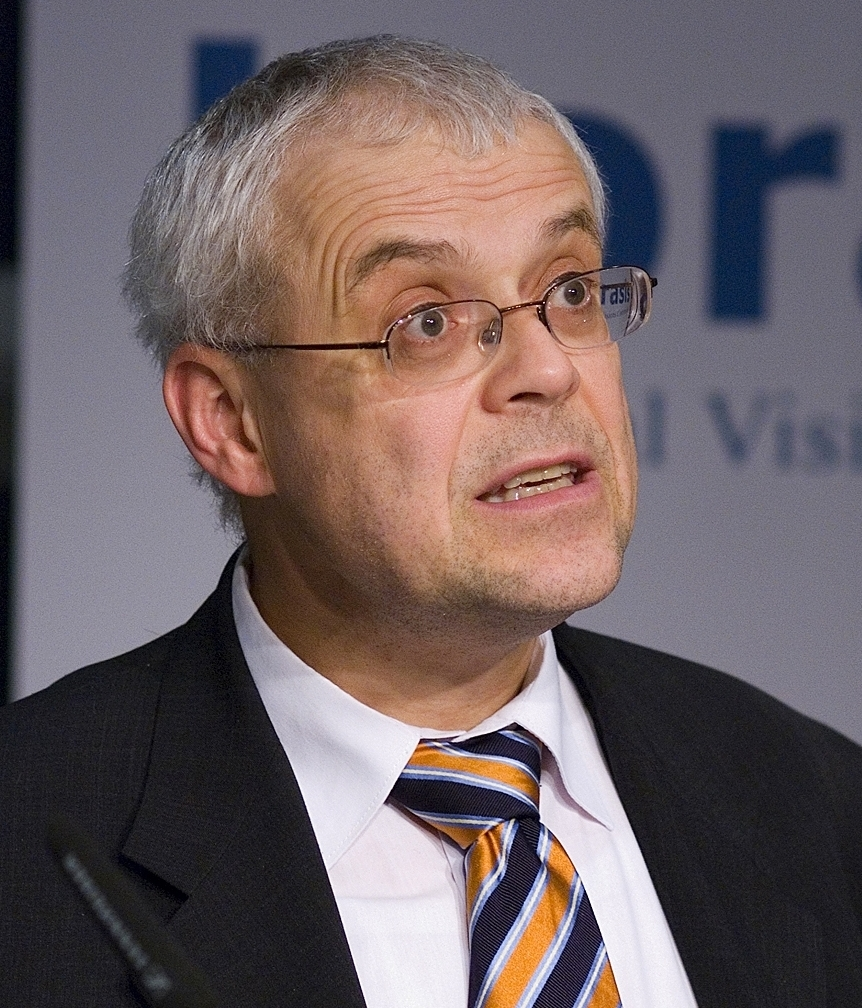
Vladimír Špidla (2009)

Vladimír Špidla [ˈvladjimiːr ˈʃpidla] (* 22. April 1951 in Prag) ist ein tschechischer Politiker (ČSSD). Er war von 2001 bis 2004 Vorsitzender der Sozialdemokratischen Partei, von 2002 bis 2004 Ministerpräsident der Tschechischen Republik und von 2004 bis 2010 EU-Kommissar für Beschäftigung, soziale Angelegenheiten und Chancengleichheit.

## Leben
Nach einem Studium und der Promotion in Geschichte und Vorgeschichte an der Karls-Universität Prag verdiente er sich seinen Lebensunterhalt unter anderem als Sägewerksarbeiter, Archäologe und Kulissenschieber. Nach der politischen Wende 1989 war er stellvertretender Leiter des Bezirksamtes in Jindřichův Hradec und ab 1991 Direktor des dortigen Arbeitsamtes. Im Jahr 1989 wurde er in der Tschechischen Sozialdemokratischen Partei (ČSSD) politisch aktiv.
Ab 1996 war er Parlamentsabgeordneter, 1997 wurde er Stellvertretender Parteivorsitzender, ab 1998 Arbeitsminister im Kabinett von Miloš Zeman. Ab April 2001 trat er dessen Nachfolge als Vorsitzender der sozialdemokratischen Partei an. Unter seiner Führung musste die ČSSD bei der Abgeordnetenhauswahl im Juni 2002 leichte Verluste hinnehmen, blieb aber stärkste Kraft. Ab Juli 2002 war Špidla Ministerpräsident der Tschechischen Republik und leitete eine Koalitionsregierung aus Sozialdemokraten, Christdemokraten und der Freiheitsunion. Nach der Niederlage seiner Partei bei den Wahlen zum Europaparlament und innerparteilichen Auseinandersetzungen trat er am 26. Juni 2004 von seinem Amt zurück, sein Nachfolger war der ehemalige Innenminister Stanislav Gross.
Vladimír Špidla war von 2004 bis 2010 EU-Kommissar für Beschäftigung, soziale Angelegenheiten und Chancengleichheit in der Kommission Barroso I.
Im Oktober 2010 kandidierte Spidla bei den Wahlen zum Senat, der 2. Parlamentskammer. Er unterlag – trotz eines insgesamt recht guten Abschneidens der ČSSD – im Wahlkreis Český Krumlov in der Stichwahl aber dem Kandidaten der ODS.

## Ehrungen
- 2009: Hans-Böckler-Preis der Stadt Köln[1]